# Buissnaveligen
Buissnaveligen (Procellariiformes), ook wel stormvogelachtigen genoemd, zijn een orde van vogels (Aves) die vijf families bevat en vrijwel zonder uitzondering bewoners van de open oceaan zijn. De orde als geheel is kosmopolitisch, dus verspreid over alle wereldzeeën, maar bereikt zijn grootste diversiteit rond Nieuw-Zeeland. Twee families komen niet voor in de Noordelijke Atlantische Oceaan: de Zuidelijke stormvogeltjes en de albatrossen.
De albatrossen zijn het grootst: ze bereiken een lengte van meer dan een meter met een vleugelspanwijdte van ruim drie meter. Stormvogeltjes en alkstormvogeltjes zijn echter heel klein; de kleinste soort heeft een spanwijdte van 32cm.
De Procellariiformes broeden in kolonies op afgelegen eilanden waar geen roofdieren voorkomen. De grote soorten nestelen in open terrein, de kleine soorten nestelen in rotsspleten, andere natuurlijke holtes en gegraven holen. De vogels zijn plaatstrouw, zij keren altijd weer terug naar de plek waar ze geboren zijn. De vogels zijn ook monogaam, zij blijven jarenlang bij elkaar, soms hun hele leven lang. Beide ouders broeden en verzorgen de jongen. De broedtijd en de tijd dat de jongen nog niet kunnen vliegen en verzorging nodig hebben, duren heel lang (in vergelijking met andere vogelsoorten). Zodra de jongen zijn uitgevlogen, houdt de ouderzorg op.

## Taxonomie
- Familie Albatrossen (Diomedeidae)
- Familie Stormvogels en pijlstormvogels (Procellariidae)
- Familie Noordelijke stormvogeltjes (Hydrobatidae)
- Familie Zuidelijke stormvogeltjes (Oceanitidae)

Accipitriformes (roofvogels en gieren, exclusief valken) · Aegotheliformes (dwergnachtzwaluwen) · Anseriformes (eendachtigen) · Apodiformes (gierzwaluwen en kolibries) · Apterygiformes (kiwi's) · Bucerotiformes (neushoornvogels) · Caprimulgiformes (nachtzwaluwen) · Cariamiformes (seriema's) · Casuariiformes (kasuarissen en emoe) · Charadriiformes (steltloperachtigen) · Ciconiiformes (ooievaarachtigen) · Coliiformes (muisvogels) · Columbiformes (duiven) · Coraciiformes (scharrelaars) · Cuculiformes (koekoekachtigen) · Eurypygiformes (kagoe en zonneral) · Falconiformes (valken en caracara’s) · Galliformes (hoenderachtigen) · Gaviiformes (duikers) · Gruiformes (kraanvogelachtigen) · Leptosomiformes (koerol) · Mesitornithiformes (steltrallen) · Musophagiformes (toerako's) · Nyctibiiformes (reuzennachtzwaluwen) · Opisthocomiformes (hoatzin) · Otidiformes (trappen) · Passeriformes (zangvogels) · Pelecaniformes (pelikanen, reigerachtigen, ibissen en lepelaars) · Phaethontiformes (keerkringvogels) · Phoenicopteriformes (flamingo's) · Piciformes (spechtachtigen) · Podargiformes (kikkerbekken) · Podicipediformes (futen) · Procellariiformes (buissnaveligen) · Psittaciformes (papegaaiachtigen) · Pterocliformes (zandhoenders) · Rheiformes (nandoes) · Sphenisciformes (pinguïns) · Steatornithiformes (vetvogel) · Strigiformes (uilen) · Struthioniformes (loopvogels o.a. struisvogel) · Suliformes (slangenhalsvogels, fregatvogels, aalscholvers en janvangenten) · Tinamiformes (stuithoenders) · Trogoniformes (trogons)

 Portaal Vogels · Indeling van de vogels
Albatrossen · Stormvogels en pijlstormvogels · Noordelijke stormvogeltjes · Zuidelijke stormvogeltjes